# 勝妙寺 (小城市)
勝妙寺（しょうみょうじ）は、佐賀県小城市三日月町織島深川にある日蓮宗の寺院。山号は龍王山。旧本山は大本山法華経寺、親師法縁。小城市指定文化財の肥前新鐘を所蔵する。石門の書は中林梧竹によるもの。日蓮直筆の大曼荼羅御本尊が奉安されている。

## 歴史
千葉県中山法華経寺の二代目住職・日厳は、師匠の日高上人から西国の布教を命じられる。そこで、日厳は正和二年（1313年）、千葉胤貞公の子、胤泰公が鎮西下向の折、同行した小城の地で布教をする。貞治5年（1366年）、日厳により開山。最初、勝妙寺は松尾山光勝寺の西谷にあったが、四代目日妙の時に三日月町藤織の地に胤泰公より境内地並びに田畑を寄進され移転した。その後、元亀元年に豊後の乱が起こり、今山合戦の時に悉く焼失し、そののち現在の地に移転する。
勝妙寺の住職は、歴代にわたって宮中に仕え十五代目の日尖上人の時、時の天皇より勅額が下賜されました。
勝妙寺の御本尊、日蓮の直筆の大曼荼羅は、弘安元年7月、日蓮が弟子となった日賢（龍ノ口法難の介錯人・依智三郎直重）に授与したもの。
日厳が鎮西下向の際、この大曼荼羅を日高上人より託されたと伝えられており、逆縁の曼荼羅、または剃髪の曼荼羅と呼ばれている。
現在の本堂は、昭和4年、二十四代目住職平山海量によって建立された。

## 歴代
開山・日厳　二世・日慶　三世・日専　四世・日妙　五世・日鏡　六世・日用　七世・日恵　八世・日門　九世・日忠　十世・日逮
十一世・日辺　十二世・日勝　十三世・日勝　十四世・日遶　十五世・日尖　十六世・日序　十七世・日達　十八世・日真　十九世・日道　二十世・日教
二十一世・日昌　二十二世・日栄　二十三世・日隆　二十四世・日量　二十五世・日達　二十六世・日好　二十七世・日静　二十八世・日寿　二十九世・日寛　三十世・日莨
三十一世・日淳　三十二世・日澄　三十三世・勝日具　三十四世・平山海量（日雷）　三十五世・松島正興（日顕）　三十六世・松島正侑（日侑）　三十七世・松島正龍（日亮）

## 旧末寺
日蓮宗は昭和16年に本末を解体したため、現在では、旧本山、旧末寺と呼びならわしている。 
- 安住山昌善寺
- 安性山国相寺
- 車堂山妙厳寺
- 長晴山妙蔵寺
- 長栄山宝蔵寺
- 吉谷山本覚寺
- 妙光山大妙寺
- 仙道山勝厳寺
- 玉照山光旭寺
- 長照山長栄寺
- 妙典山萬部寺
- 片岡山妙蓮寺
- 広岡山円満寺
- 光得山梅林寺
- 広宣山妙顕寺

## 境内
- 『葉隠』を口述した山本常朝の本家筋にあたる中野家の歴代の墓所がある。

## 周辺寺院
- 光勝寺（由緒寺院）
- 修善院

## 参考資料
- 日蓮宗寺院大鑑編集委員会『宗祖第七百遠忌記念出版 日蓮宗寺院大鑑』大本山池上本門寺 (1981年)

座標: 北緯33度17分55.8秒 東経130度13分47.2秒 / 北緯33.298833度 東経130.229778度